# Mapandán
Mapandám  (Bayan ng  Mapandan - Ili ti Mapandan) es un municipio filipino de tercera categoría, situado en la isla de Luzón. Forma parte de la provincia de Pangasinán situada en la Región Administrativa de Ilocos, también denominada Región I.
Está considerado el municipio más limpio, seguro y más verde de la provincia.

## Geografía
Forma parte del Área Metropolitana de Dagupán.
Linda al norte con el municipio costero de Mangaldán; al sur y oeste con el de Santa Bárbara; y al este con el de  Manaoag.

### Barangays
El municipio  de Mapandán  se divide, a los efectos administrativos, en 15 barangayes o barrios, conforme a la siguiente relación:
| - Amanoaoac - Apaya - Aserda - Baloling | - Coral - Golden - Jiménez - Lambayán | - Luyán del Sur - Nilombot - Pias - Población | - Primicias - Santa María - Torres |  |

## Historia

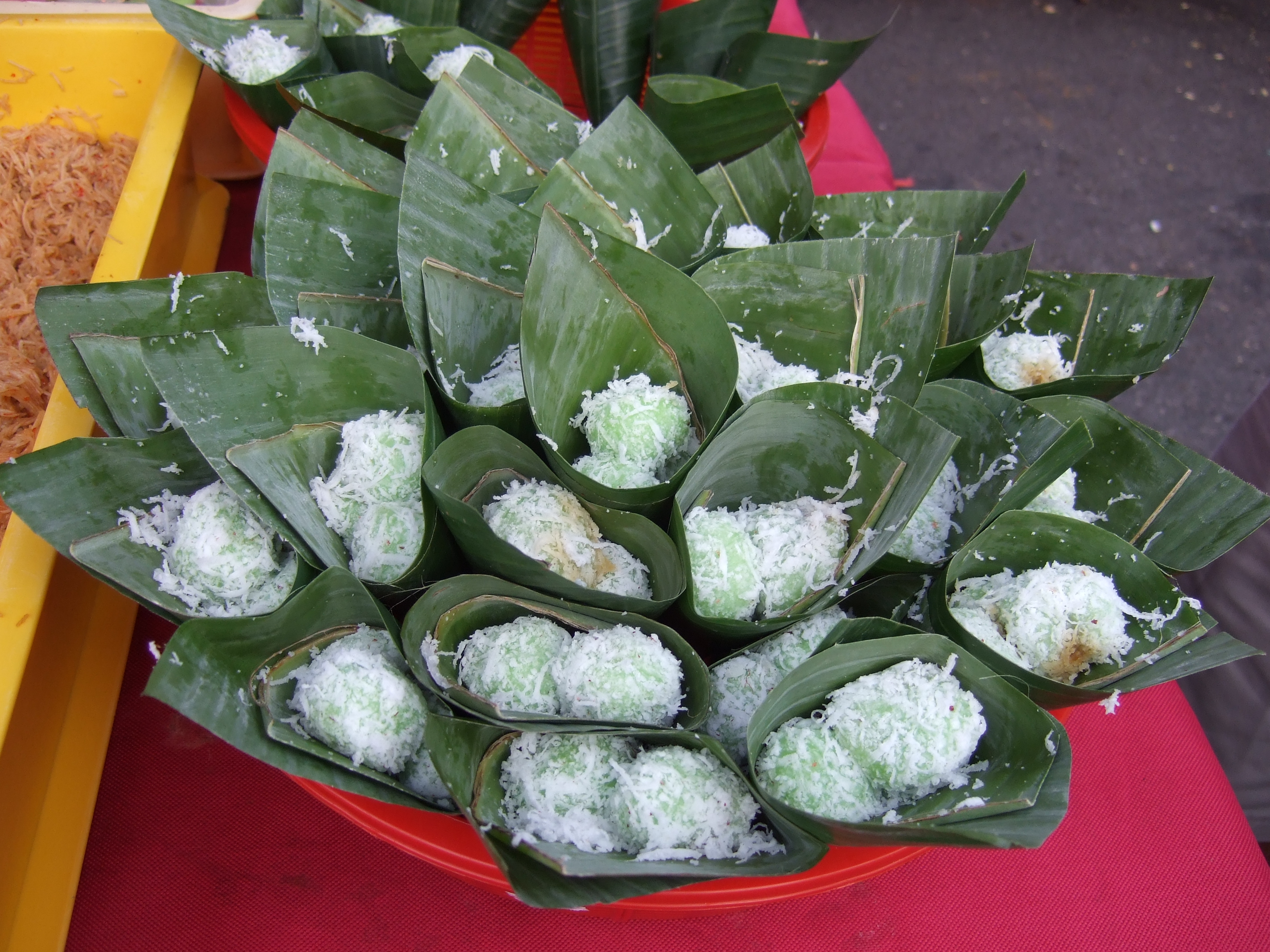
Harina de arroz con sabor a pandán.

Mapandán significa un montón de pandán, una palmera nativa que crece en abundancia en este  lugar. 
Las hojas de la palmera pandán tienen una fragancia a nuez que realza el sabor de las comidas, por lo que se emplean para añadir aroma al arroz cocido. Otra aplicación es de la de ra tejer esteras, una vez peladas las hojas.
Fue un barrio de Mangaldán. El municipio fue creado el año de  1909 durante la Ocupación estadounidense de Filipinas.